# Диклич, Ясна
Ясна Диклич (род. 8 марта 1946, Сараево) — боснийская актриса театра и кино; её мать также была известной в Боснии актрисой. Свои первые актёрские шаги она сделала на сцене Малого театра в Сараево, где она участвовала в практических занятиях в Драматической студии фестиваля малых и экспериментальных театров (Dramskog studija Festivala malih i eksperimentalnih scena MESS).
Во время осады Сараево, во время войны в Боснии и Герцеговине, Ясна Диклич была одной из основательниц Сараевского военного театра «Сартр» (Sarajevski ratni teatar SARTR), девизом которого была фраза «Театр против смерти». В те годы актёры и работники трёх существовавших профессиональных театров в Сараево — которые прекратили всю деятельность в начале боснийской войны — собрались «вокруг SARTR» и приступили к многочисленным выступлениям в течение всех четырёх лет осады города.
Диклич является директором поэтического молодёжного театра «Ювента». Всего она появилась в более чем 150 театральных и кинематографических ролях. В 1997 году она получила звание «Женщина года в искусстве» Боснии и Герцеговины.

## Биография
Ясна Диклич родилась 8 марта 1946 года в Сараево, столице Социалистической Республики Босния и Герцеговина, одной из шести республик бывшей Социалистическая Федеративная Республика Югославия (СФРЮ). Будучи дочерью известной актрисы и кукольного режиссёра Амалии, Ясна практически сразу «вошла в театральную жизнь». Свои первые актёрские шаги она сделала на сцене Малого театра в Сараево, где она участвовала в практических занятиях в хорошо известной Драматической студии фестиваля малых и экспериментальных театров (Dramskog studija Festivala malih i eksperimentalnih scena MESS). К первому поколению этого учебного заведения принадлежат многие известные боснийские актёры и актрисы. Затем Диклич стала выпускницей кафедры исполнительского искусства на факультете философии в Сараево.
Первые полностью профессиональные выступления Ясна Диклич начала в Национальном театре в Баня-Луке, в 1969 году, в возрасте 23 лет. На новой сцене она была задействована в спектакле «После падения» (Poslije pada) режиссёра Predrag Dinulović.
Но уже вскоре она вернулась на сцену столичного Малого театра, который в скором времени сменил название на «Камерный театр 55» (Kamerni teatar 55). К 1992 году на данной сцене она сыграла десятки ролей: среди них были роли в «Uticaj gama zraka na sablasne nevene» (1972) режиссёра Žarko Petan, «Kata Kapuralica» (1974) режиссёра Marko Fotez, «Hedda Gabler» (1976) режиссёра Mato Milošević, «Brisani put» (1981) режиссёра Slobodan Unkovski, «Plavokosa jevrejka» (1988) режиссёра Mira Erceg. Кроме того в коллекции её ролей есть и роль Nadežda в спектакле «Lutkino bespuće» (1991) режиссёра Vladimir Milčin.
Во время осады Сараево, во время войны в Боснии и Герцеговине, Ясна Диклич была одной из основательниц Сараевского военного театра «Сартр» (Sarajevski ratni teatar SARTR), девизом которого была фраза «Театр против смерти». В те годы актёры и работники трёх существовавших профессиональных театров в Сараево — которые прекратили всю деятельность в начале боснийской войны — собрались «вокруг SARTR» и приступили к многочисленным выступлениям в течение всех четырёх лет осады. В январе 1993 года SARTR был официально признана городским собранием Сараево как общественный институт, имевший особое значение для защиты Сараево; администрация театра говорила о нём как о «духовном оружии» города против «сюрреализма войны». В 1993 году Диклич играла роль Mina Haauzen в «Sklonište» режиссёра Dubravko Bibanović. Несмотря на ограниченные ресурсы, SARTR и сегодня является успешной профессиональной театральной командой с рядом совместных международных проектов, выступлений и премий.
Кроме того, Ясна Диклич является директором поэтического молодёжного театра «Ювента». Она появилась в более чем 150 театральных и кинематографических ролях. В 1997 году она получила звание «Женщина года в искусстве» Боснии и Герцеговины.
В 2000 году, когда Ясна Диклич решила подать документы на покупку квартиры, в которой она живёт уже 63 лет (со времён социалистической Югославии), её бумаги не были приняты, поскольку, по мнению городских и кантональных властей, квартира принадлежит одному из еврейских семейств Сараева. В 2015 году власти города решили, что жильцы подобных квартир должны платить арендную плату «за каждый квадратный метр» жилой площади. Сама квартира была «освобождена по национализации» в 1965 году; сама бывшая владелица умерла в 1973 году, а её сын — единственным наследник первой очереди — никогда не жил в Сараево.